# Cotoń
Cotoń – wieś w województwie kujawsko-pomorskim, w powiecie żnińskim, w gminie Rogowo.
| SIMC    | Nazwa  | Rodzaj    |
| ------- | ------ | --------- |
| 0094171 | Ostrów | część wsi |

Przez miejscowość przebiega droga krajowa nr 5. Według Narodowego Spisu Powszechnego (III 2011 r.) liczyła 180 mieszkańców. Jest czternastą co do wielkości miejscowością gminy Rogowo.
W latach 1975–1998 miejscowość administracyjnie należała do województwa bydgoskiego.